# Paraeuchaeta gracilicauda
Paraeuchaeta gracilicauda is een eenoogkreeftjessoort uit de familie van de Euchaetidae. De wetenschappelijke naam van de soort is voor het eerst geldig gepubliceerd in 1909 door Scott A..